# Mfumuni
Mfumuni ist ein Verwaltungsbezirk (Ward) des Distrikts Moshi (MC) in der tansanischen Region Kilimandscharo.

## Geografie
Mfumuni liegt im Nordosten von Tansania. Es ist ein Bezirk im nordöstlichen Zentrum der Regionshauptstadt Moshi. Die Grenze im Westen bilden Sokoine Avenue und Kilimanjaro Road, im Süden die Nationalstraße T2.
Der Bezirk grenzt im Norden und im Osten an Rau, im Südosten in einem Punkt an Mji Mpya, im Süden an Majengo und Mawenzi und im Westen an Kilimandscharo. Bei der Volkszählung 2022 lebten 8752 Menschen in 1394 Haushalten auf einer Fläche von 4,6 Quadratkilometern.

## Gliederung
Der Bezirk besteht aus zwei Stadtteilen (Mtaa):
- Mwereni
- Ushirika

## Wirtschaft und Infrastruktur
- Bildung: Im Bezirk liegen drei weiterführende Schulen.[8] Die Moshi Secondary School ist eine 1922 gegründete staatliche Schule mit einer Ausbildung bis zur 6. Stufe.[9] Die Rau Secondary School ist ebenfalls staatlich und bildet Mädchen und Burschen bis zur 4. Stufe aus.[10] Die Mary Goreti Secondary School ist eine private Schule, die 1999 von den Schwestern unserer Lieben Frau vom Kilimandscharo gegründet wurde. Sie hat Öffentlichkeitsrecht und bietet rund 300 Mädchen und Burschen einen Ausbildungsplatz.[11][12]
- Gesundheit: Im Stadtteil Mwereni bietet die „Klinik Mwereni“ rund um die Uhr ihre Dienste an.[13][3]